# Кремер, Христофор Иосиф
Христофор Иосиф Кре́мер (Cremer; 1840—1898) — немецкий журналист и политический деятель.
Был депутатом Прусской палаты депутатов, долго был сотрудником клерикальных газет и сторонником партии Центра, с которой позже порвал, приняв участие в антисемитской агитации. Написал: «Aus dem Karlistenlager» (Берлин, 1875); «Die politische und sociale Bedeutung der vatikanischen Definition vom unfehlbaren Lehramte des röm. Papstes» (Крефельд, 1876), «Europa, Russland und die orient. Frage» (Берл., 1876); «Zum Königsjubiläum» (там же, 1885).